# Karlsruher Sport-Club Mühlburg-Phönix 1994-1995
Questa voce raccoglie le informazioni riguardanti il Karlsruher Sport-Club Mühlburg-Phönix nelle competizioni ufficiali della stagione 1994-1995.

## Stagione
Nella stagione 1994-1995 il Karlsruhe, allenato da Winfried Schäfer, concluse il campionato di Bundesliga all'8º posto. In Coppa di Germania il Karlsruhe fu eliminato ai quarti di finale dal Colonia.

## Rosa
| N. |                     | Ruolo | Calciatore      |
| -- | ------------------- | ----- | --------------- |
| 1  | Germania (bandiera) | P     | Claus Reitmaier |
| 2  | Germania (bandiera) | D     | Gunther Metz    |
| 3  | Germania (bandiera) | D     | Burkhard Reich  |
| 4  | Germania (bandiera) | D     | Michael Wittwer |
| 5  | Germania (bandiera) | C     | Manfred Bender  |
| 6  | Croazia (bandiera)  | D     | Slaven Bilić    |
| 7  | Germania (bandiera) | D     | Dirk Schuster   |
| 8  | Germania (bandiera) | C     | Thorsten Fink   |
| 9  | Svizzera (bandiera) | A     | Adrian Knup     |
| 10 | Germania (bandiera) | C     | Thomas Häßler   |
| 11 | Germania (bandiera) | A     | Christian Wück  |
| 13 | Germania (bandiera) | A     | Markus Schroth  |
| 14 | Germania (bandiera) | A     | Eberhard Carl   |
| 15 | Germania (bandiera) | C     | Markus Bähr     |
| 16 | Germania (bandiera) | D     | Jens Nowotny    |

| N. |                      | Ruolo | Calciatore             |
| -- | -------------------- | ----- | ---------------------- |
| 18 | Germania (bandiera)  | A     | Edgar Schmitt          |
| 19 | Germania (bandiera)  | D     | Raphael Krauß          |
| 20 | Russia (bandiera)    | A     | Sergej Kir'jakov       |
| 21 | Germania (bandiera)  | C     | Michael Tarnat         |
| 22 | Germania (bandiera)  | P     | Thomas Walter          |
| 25 | Germania (bandiera)  | C     | Jochen Hörner          |
| 26 | Germania (bandiera)  | C     | Martin Jung            |
|    | Germania (bandiera)  | P     | Oliver Schneider       |
|    | Germania (bandiera)  | C     | Heiko Bonan            |
|    | Danimarca (bandiera) | C     | Christian Flindt-Bjerg |
|    | Germania (bandiera)  | C     | Javier Sanchez         |
|    | Germania (bandiera)  | C     | Lars Schmidt           |
|    | Germania (bandiera)  | C     | Joe Zinnbauer          |
|    | Croazia (bandiera)   | A     | Tomislav Marić         |

## Organigramma societario
Area tecnica
- Allenatore: Winfried Schäfer
- Allenatore in seconda:
- Preparatore dei portieri:
- Preparatori atletici:

## Calciomercato

### Sessione estiva
| Acquisti | Acquisti        | Acquisti        | Acquisti |
| R.       | Nome            | da              | Modalità |
| -------- | --------------- | --------------- | -------- |
| C        | Thorsten Fink   | Wattenscheid 09 |          |
| C        | Thomas Häßler   | Roma            |          |
| A        | Adrian Knup     | Stoccarda       |          |
| A        | Tomislav Marić  | Ludwigsburg     |          |
| P        | Claus Reitmaier | Kaiserslautern  |          |
| C        | Michael Tarnat  | Duisburg        |          |
| A        | Christian Wück  | Norimberga      |          |
| C        | Joe Zinnbauer   | Ulma            |          |

| Cessioni | Cessioni          | Cessioni          | Cessioni |
| R.       | Nome              | a                 | Modalità |
| -------- | ----------------- | ----------------- | -------- |
| P        | Oliver Kahn       | Bayern Monaco     |          |
| C        | Dirk Klinge       | Wattenscheid 09   |          |
| A        | Rainer Krieg      | Uerdingen 05      |          |
| A        | Karl-Heinz Lutz   | Karlsruhe II      |          |
| C        | Wolfgang Rolff    | Colonia           |          |
| C        | Rainer Schütterle | Duisburg          |          |
| A        | Valerij Šmarov    | Arminia Bielefeld |          |
| D        | Pero Škorić       | Bayreuth          |          |

### Sessione invernale
| Acquisti | Acquisti | Acquisti | Acquisti |
| R.       | Nome     | da       | Modalità |
| -------- | -------- | -------- | -------- |

| Cessioni | Cessioni | Cessioni | Cessioni |
| R.       | Nome     | a        | Modalità |
| -------- | -------- | -------- | -------- |

## Risultati

### Bundesliga

#### Girone di andata
| Arbitro: | Albrecht |

|                    |           |  |
| Knup 34’ Reich 62’ | Marcatori |  |

| Arbitro: | Heynemann |

|                              |           |               |
| Hochstätter 58’ Herrlich 68’ | Marcatori | 65’, 70’ Fink |

| Arbitro: | Ziller |

|                                   |           |           |
| Tarnat 22’, 70’ Knup 27’ Wück 71’ | Marcatori | 38’ Közle |

| Arbitro: | Werthmann |

|                                    |           |         |
| Schnoor 57’ Albertz 70’ Lečkov 89’ | Marcatori | 2’ Fink |

| Arbitro: | Malbranc |

|                                  |           |            |
| Bilić 15’ Nowotny 20’ Häßler 79’ | Marcatori | 49’ Trares |

| Arbitro: | Osmers |

|                                    |           |                                                      |
| Polster 6’, 9’ (rig.) Labbadia 74’ | Marcatori | 28’ Bilić 37’ (aut.) Polster 53’ Kir'jakov 88’ Bonan |

| Arbitro: | Weber |

|                         |           |                                   |
| Bonan 74’ Knup 76’, 79’ | Marcatori | 12’ Sforza 22’ Kuka 44’ Marschall |

| Arbitro: | Aust |

|                   |           |  |
| Yeboah 60’ (rig.) | Marcatori |  |

| Karlsruhe 15 ottobre 1994, ore 15:30 CET 9ª giornata | Karlsruhe | 0 – 0 referto | Borussia Dortmund | Wildparkstadion (33 000 spett.)\| Arbitro: \| Fischer \| |
| Arbitro:                                             | Fischer   |               |                   |                                                          |

| Arbitro: | Werthmann |

|                                              |           |  |
| Kruse 5’ Bobic 43’ Kögl 54’ (rig.) Dunga 81’ | Marcatori |  |

| Arbitro: | Pohlmann |

|                                |           |             |
| Peschke 27’ (aut.) Schmitt 76’ | Marcatori | 45’ Steffen |

| Gelsenkirchen 4 novembre 1994, ore 20:00 CET 12ª giornata | Schalke 04 | 0 – 0 referto | Karlsruhe | Parkstadion (35 610 spett.)\| Arbitro: \| Ziller \| |
| Arbitro:                                                  | Ziller     |               |           |                                                     |

| Leverkusen 12 novembre 1994, ore 15:30 CET 13ª giornata | Bayer Leverkusen | 0 – 0 referto | Karlsruhe | Ulrich-Haberland-Stadion (23 000 spett.)\| Arbitro: \| Steinborn \| |
| Arbitro:                                                | Steinborn        |               |           |                                                                     |

| Arbitro: | Krug |

|                      |           |                     |
| Schmitt 50’ Carl 90’ | Marcatori | 49’ Frey 53’ Schupp |

| Arbitro: | Merk |

|             |           |             |
| Ekström 68’ | Marcatori | 75’ Schmitt |

| Arbitro: | Fröhlich |

|                                   |           |            |
| Häßler 42’ Schmitt 78’ Bender 86’ | Marcatori | 24’ Herzog |

| Arbitro: | Kiefer |

|  |           |             |
|  | Marcatori | 36’ Schmitt |

#### Girone di ritorno
| Arbitro: | Jansen |

|                      |           |             |
| Cardoso 19’ Todt 81’ | Marcatori | 11’ Schmitt |

| Arbitro: | Habermann |

|                                |           |                                             |
| Kir'jakov 7’ Bender 58’ (rig.) | Marcatori | 13’ (rig.), 61’, 75’ Kastenmaier 84’ Dahlin |

| Duisburg 3 marzo 1995, ore 19:30 CET 20ª giornata | Duisburg | 0 – 0 referto | Karlsruhe | Wedaustadion (20 000 spett.)\| Arbitro: \| Osmers \| |
| Arbitro:                                          | Osmers   |               |           |                                                      |

| Arbitro: | Weber |

|               |           |  |
| Carl 42’, 54’ | Marcatori |  |

| Arbitro: | Wiesel |

|             |           |  |
| Winkler 34’ | Marcatori |  |

| Karlsruhe 25 marzo 1995, ore 15:30 CET 23ª giornata | Karlsruhe | 0 – 0 referto | Colonia | Wildparkstadion (26 500 spett.)\| Arbitro: \| Merk \| |
| Arbitro:                                            | Merk      |               |         |                                                       |

| Kaiserslautern 1º aprile 1995, ore 15:30 CEST 24ª giornata | Kaiserslautern | 0 – 0 referto | Karlsruhe | Fritz-Walter-Stadion (38 000 spett.)\| Arbitro: \| Krug \| |
| Arbitro:                                                   | Krug           |               |           |                                                            |

| Arbitro: | Dardenne |

|           |           |            |
| Bilić 31’ | Marcatori | 54’ Aničić |

| Arbitro: | Habermann |

|                            |           |          |
| Zorc 76’ (rig.) Sammer 86’ | Marcatori | 41’ Metz |

| Arbitro: | Wagner |

|                               |           |           |
| Bonan 15’ Fink 18’ Häßler 33’ | Marcatori | 69’ Élber |

| Krefeld 29 aprile 1995, ore 15:30 CEST 28ª giornata | Bayer Uerdingen | 0 – 0 referto | Karlsruhe | Grotenburg Stadion (12 107 spett.)\| Arbitro: \| Malbranc \| |
| Arbitro:                                            | Malbranc        |               |           |                                                              |

| Arbitro: | Fleske |

|                     |           |                        |
| Fink 28’ Tarnat 87’ | Marcatori | 41’ Müller 84’ Büskens |

| Arbitro: | Osmers |

|                  |           |                                  |
| Schmitt 19’, 64’ | Marcatori | 28’, 50’, 89’ Kirsten 43’ Völler |

| Arbitro: | Jansen |

|  |           |            |
|  | Marcatori | 19’ Bender |

| Arbitro: | Krug |

|                                                    |           |                                    |
| Maucksch 21’ (aut.) Schmitt 25’, 53’ Knup 82’, 86’ | Marcatori | 13’ Ekström 19’ Spies 89’ Weichert |

| Arbitro: | Weber |

|                    |           |             |
| Basler 3’ Bode 25’ | Marcatori | 55’ Schmitt |

| Arbitro: | Kasper |

|                              |           |                        |
| Reekers 68’ (aut.) Bonan 72’ | Marcatori | 23’ Hubner 77’ Peschel |

### Coppa di Germania
| Arbitro: | Gettke |

|          |           |                                                             |
| Back 20’ | Marcatori | 16’ Nowotny 43’ Fink 57’, 84’ Knup 69’ Kir'jakov 71’ Häßler |

| Arbitro: | Scheuerer |

|                          |                      |                                           |
| Carl 77’                 | Marcatori            | 1’ Reichel                                |
| Bilić Tarnat Carl Häßler | Tiri di rigore 3 – 2 | Köpper Nachtweih Reichel Järvinen Kirsten |

| Arbitro: | Buchhart |

|  |           |                  |
|  | Marcatori | 4’ Fink 34’ Knup |

| Arbitro: | Fröhlich |

|                  |           |               |
| Labbadia 2’, 49’ | Marcatori | 46’ Kir'jakov |

## Statistiche

### Statistiche di squadra
| Competizione      | Punti | In casa | In casa | In casa | In casa | In casa | In casa | In trasferta | In trasferta | In trasferta | In trasferta | In trasferta | In trasferta | Totale | Totale | Totale | Totale | Totale | Totale | DR  |
| Competizione      | Punti | G       | V       | N       | P       | Gf      | Gs      | G            | V            | N            | P            | Gf           | Gs           | G      | V      | N      | P      | Gf     | Gs     | DR  |
| ----------------- | ----- | ------- | ------- | ------- | ------- | ------- | ------- | ------------ | ------------ | ------------ | ------------ | ------------ | ------------ | ------ | ------ | ------ | ------ | ------ | ------ | --- |
| Bundesliga        | 47    | 17      | 8       | 7       | 2       | 38      | 26      | 17           | 3            | 7            | 7            | 13           | 21           | 34     | 11     | 14     | 9      | 51     | 47     | +4  |
| Coppa di Germania | -     | 1       | 0       | 1       | 0       | 1       | 1       | 3            | 2            | 0            | 1            | 9            | 3            | 4      | 2      | 1      | 1      | 10     | 4      | +6  |
| Totale            | 47    | 18      | 8       | 8       | 2       | 39      | 27      | 20           | 5            | 7            | 8            | 22           | 24           | 38     | 13     | 15     | 10     | 61     | 51     | +10 |

### Andamento in campionato
| Giornata  | 1 | 2 | 3 | 4 | 5 | 6 | 7 | 8 | 9 | 10 | 11 | 12 | 13 | 14 | 15 | 16 | 17 | 18 | 19 | 20 | 21 | 22 | 23 | 24 | 25 | 26 | 27 | 28 | 29 | 30 | 31 | 32 | 33 | 34 |
| --------- | - | - | - | - | - | - | - | - | - | -- | -- | -- | -- | -- | -- | -- | -- | -- | -- | -- | -- | -- | -- | -- | -- | -- | -- | -- | -- | -- | -- | -- | -- | -- |
| Luogo     | C | T | C | T | C | T | C | T | C | T  | C  | T  | T  | C  | T  | C  | T  | T  | C  | T  | C  | T  | C  | T  | C  | T  | C  | T  | C  | C  | T  | C  | T  | C  |
| Risultato | V | N | V | P | V | V | N | P | N | P  | V  | N  | N  | N  | N  | V  | V  | P  | P  | N  | V  | P  | N  | N  | N  | P  | V  | N  | N  | P  | V  | V  | P  | N  |
| Posizione | 3 | 3 | 2 | 4 | 3 | 3 | 3 | 6 | 6 | 10 | 10 | 10 | 10 | 10 | 9  | 8  | 7  | 7  | 7  | 7  | 7  | 7  | 7  | 7  | 7  | 7  | 7  | 7  | 7  | 8  | 7  | 7  | 8  | 8  |

Legenda:

Luogo: C = Casa; T = Trasferta. Risultato: V = Vittoria; N = Pareggio; P = Sconfitta.

### Statistiche dei giocatori
| Giocatore       | Bundesliga | Bundesliga | Bundesliga  | Bundesliga | Coppa di Germania | Coppa di Germania | Coppa di Germania | Coppa di Germania | Totale   | Totale | Totale      | Totale     |
| Giocatore       | Presenze   | Reti       | Ammonizioni | Espulsioni | Presenze          | Reti              | Ammonizioni       | Espulsioni        | Presenze | Reti   | Ammonizioni | Espulsioni |
| --------------- | ---------- | ---------- | ----------- | ---------- | ----------------- | ----------------- | ----------------- | ----------------- | -------- | ------ | ----------- | ---------- |
| M. Bender       | 17         | 3          | 1           | 1          | 2                 | 0                 | 0                 | 0                 | 19       | 3      | 1           | 1          |
| S. Bilić        | 28         | 3          | 9           | 1          | 4                 | 0                 | 2                 | 0                 | 32       | 3      | 11          | 1          |
| H. Bonan        | 27         | 4          | 5           | 0          | 0                 | 0                 | 0                 | 0                 | 27       | 4      | 5           | 0          |
| M. Bähr         | 1          | 0          | 0           | 0          | 0                 | 0                 | 0                 | 0                 | 1        | 0      | 0           | 0          |
| E. Carl         | 23         | 3          | 5           | 0          | 2                 | 1                 | 1                 | 0                 | 25       | 4      | 6           | 0          |
| T. Fink         | 31         | 5          | 10          | 0          | 4                 | 2                 | 0                 | 0                 | 35       | 7      | 10          | 0          |
| C. Flindt-Bjerg | 1          | 0          | 0           | 0          | 0                 | 0                 | 0                 | 0                 | 1        | 0      | 0           | 0          |
| T. Häßler       | 33         | 3          | 4           | 0          | 4                 | 1                 | 0                 | 0                 | 37       | 4      | 4           | 0          |
| J. Hörner       | 0          | 0          | 0           | 0          | 0                 | 0                 | 0                 | 0                 | 0        | 0      | 0           | 0          |
| M. Jung         | 0          | 0          | 0           | 0          | 0                 | 0                 | 0                 | 0                 | 0        | 0      | 0           | 0          |
| S. Kir'jakov    | 31         | 2          | 4           | 0          | 4                 | 2                 | 0                 | 0                 | 35       | 4      | 4           | 0          |
| A. Knup         | 16         | 6          | 1           | 0          | 3                 | 3                 | 2                 | 0                 | 19       | 9      | 3           | 0          |
| R. Krauß        | 1          | 0          | 0           | 0          | 0                 | 0                 | 0                 | 0                 | 1        | 0      | 0           | 0          |
| T. Marić        | 4          | 0          | 1           | 0          | 0                 | 0                 | 0                 | 0                 | 4        | 0      | 1           | 0          |
| G. Metz         | 13         | 1          | 1           | 1          | 0                 | 0                 | 0                 | 0                 | 13       | 1      | 1           | 1          |
| J. Nowotny      | 26         | 1          | 11          | 1          | 3                 | 1                 | 1                 | 0                 | 29       | 2      | 12          | 1          |
| B. Reich        | 27         | 1          | 9           | 2          | 4                 | 0                 | 1                 | 0                 | 31       | 1      | 10          | 2          |
| C. Reitmaier    | 33         | 0          | 1           | 0          | 4                 | 0                 | 0                 | 0                 | 37       | 0      | 1           | 0          |
| J. Sanchez      | 0          | 0          | 0           | 0          | 0                 | 0                 | 0                 | 0                 | 0        | 0      | 0           | 0          |
| L. Schmidt      | 21         | 0          | 9           | 0          | 3                 | 0                 | 0                 | 0                 | 24       | 0      | 9           | 0          |
| E. Schmitt      | 15         | 11         | 3           | 0          | 1                 | 0                 | 0                 | 0                 | 16       | 11     | 3           | 0          |
| O. Schneider    | 0          | 0          | 0           | 0          | 0                 | 0                 | 0                 | 0                 | 0        | 0      | 0           | 0          |
| M. Schroth      | 1          | 0          | 0           | 0          | 0                 | 0                 | 0                 | 0                 | 1        | 0      | 0           | 0          |
| D. Schuster     | 31         | 0          | 11          | 1          | 4                 | 0                 | 1                 | 0                 | 35       | 0      | 12          | 1          |
| M. Tarnat       | 24         | 3          | 6           | 0          | 3                 | 0                 | 1                 | 0                 | 27       | 3      | 7           | 0          |
| T. Walter       | 1          | 0          | 0           | 0          | 0                 | 0                 | 0                 | 0                 | 1        | 0      | 0           | 0          |
| M. Wittwer      | 20         | 0          | 6           | 0          | 3                 | 0                 | 1                 | 0                 | 23       | 0      | 7           | 0          |
| C. Wück         | 14         | 1          | 2           | 0          | 2                 | 0                 | 0                 | 1                 | 16       | 1      | 2           | 1          |
| J. Zinnbauer    | 0          | 0          | 0           | 0          | 0                 | 0                 | 0                 | 0                 | 0        | 0      | 0           | 0          |